# Brillant à bandeau bleu
Heliodoxa aurescens
Espèce
Statut de conservation UICN

 LC  : Préoccupation mineure
Statut CITES
Le Brillant à bandeau bleu (Heliodoxa aurescens) est une espèce de colibris de la sous-famille des Lesbiinae et de la tribu des Heliantheini.

## Distribution
Le Brillant à bandeau bleu est présent au Pérou, en Bolivie, au Brésil, en Équateur, en Colombie et au Venezuela.

Carte de répartition de l'espèce

## Référence
(en) « Neotropical Birds Online », Cornell Lab of Ornithology, 18 août 2011